# Соціальний контроль
Соціа́льний контро́ль — це спосіб саморегуляції соціальної системи, який забезпечує впорядкованість взаємодій між людьми завдяки нормативному регулюванню. До його системи входять всі способи реакції як великих суспільних утворень, так і конкретного індивіда на різноманітні конкретні дії людини чи то груп, всі засоби суспільного тиску для того, щоб поставити поза нормовану поведінку та діяльність у певні соціальні межі.
Соціальний контроль гарантує комфортну поведінку членів суспільства або соціальної групи по відношенню до рольових вимог і сподівань.

## Сутність та функції
Соціальний контроль є одним з найбільш загально прийнятих понять в соціології. Ним позначають найрізноманітніші засоби, які будь-яке суспільство застосовує для приборкання своїх непокірних членів. Жодне суспільство не може обійтися без соціального контролю. Навіть невеликій групі людей, що випадково зібралися разом, доведеться виробити власні механізми контролю, щоб не розпастися у найкоротші терміни. Розглядаючи соціальні інститути, бачимо, що вони виконують контролюючу, впливову, регулюючу функції, що зводяться до певного «соціального контролю». Схематично можна пояснити так: кожен член суспільства усвідомлює те, як себе вести в різних ситуаціях, щоб бути зрозумілим, щоб знати, чого чекати як від нього, так і якою буде реакція груп. Тобто, «організований хід» нашого суспільного життя може бути забезпечений завдяки тому, що взаємо передбаченою є поведінка людей.
Система соціального контролю є одним із елементів механізму соціалізації особистості. Соціалізацію ми уявляли як процес освоєння культурних норм та соціальних ролей. Соціалізація стосується передусім індивіда і відбувається під певним наглядом суспільства, оточуючих (які не тільки навчають дітей, але й контролюють правильність засвоєння взірців поведінки). Вважається, що соціальний контроль досягається поєднанням факторів схильності до підкорення, примусу і підданості соціальним нормам, правилам поведінки, цінностям. А також інтерпретується як цілеспрямований вилив суспільства на поведінку індивіда, що і забезпечує нормальне співвідношення між соціальними силами, очікуваннями, вимогами і людською природою, внаслідок чого і виникає «здоровий» соціальний порядок, дотримується нормальний уклад суспільного життя (теорії Роберта Парка). Проблема соціального контролю по суті є складовою проблемою взаємовідносин індивіда та суспільства, громадянина та держави. Образно кажучи, соціальний контроль виконує функцію міліціонера, котрий стежить за поведінкою людей і «штрафує» тих, хто не дотримує належних правил. Якби не було соціального контролю, люди могли б робити все, що вони забажають, і так, як вони забажають. Тому соціальний контроль виступає фундаментом стабільності в суспільстві, його відсутність або послаблення призводять до безладу, соціальної аномії (ігнорування норм та правил).

## Різновиди соціального контролю

### Соціальний контроль через соціалізацію
Еріх Фромм зазначав, що суспільство лише тоді функціонує ефективно, коли «його члени досягають такого типу поведінки, при якому вони хочуть діяти так, як вони повинні діяти як члени даного суспільства. Вони повинні бажати робити те, що об'єктивно необхідно для суспільства» Як можна змусити жінок прийняти на себе важку та невдячну домашню роботу? Тільки соціалізувавши їх таким чином, щоб вони хотіли мати чоловіка, дітей та домашнє господарство і відчували себе нещасними без них. Як змусити людину з вільною волею підкорятися законам і моральним нормам, що обмежує його свободу, часто важким для нього? Тільки культивуючи у нього ті почуття, бажання і прагнення, які приведуть до бажання упорядкувати своє життя і підкоритися законам суспільства, щоб відчувати розгубленість і роздратування, якщо ці закони будуть порушуватися. Більшість соціальних ролей люди грають невдало не тому, що вони не здатні виконати певні рольові вимоги, а тому, що вони або не приймають зміст ролей, або не хочуть їх виконувати.
Таким чином, соціалізація, формуючи наші звички, бажання і звичаї, є одним з основних факторів соціального контролю і встановлення порядку в суспільстві.

### Соціальний контроль через груповий тиск
Людина не може брати участь у суспільному житті, ґрунтуючись тільки на внутрішньому контролі. На її поведінку накладає відбиток також включеність в суспільне життя, яка виражається в тому, що індивід є членом багатьох первинних груп (сім'я, виробнича бригада, клас, студентська група і т. д.). Кожна з первинних груп має усталену систему звичаїв, традицій і інституційних норм, специфічних як для цієї групи, так і для суспільства в цілому. Таким чином, можливість здійснення групового соціального контролю зумовлена включеністю кожного індивіда в первинну соціальну групу. Необхідною умовою такого включення є та обставина, що індивід повинен розділяти певний мінімум прийнятих даною групою культурних норм, що складають формальний чи неформальний кодекс поведінки.

### Соціальний контроль через примус
Багато примітивних або традиційних суспільств успішно контролюють поведінку індивідів через моральні норми і, отже, за допомогою неформального групового контролю первинної групи; формальні закони чи покарання у таких суспільствах не обов'язкові. Але у великих, складних людських популяціях, де переплетені багатокультурні комплекси, формальний контроль, закони і система покарань постійно розвиваються і стають обов'язковими. У разі якщо індивід цілком може загубитися в натовпі, неформальний контроль стає неефективним і виникає необхідність у формальному контролі. Наприклад, у племінному клані чисельністю від двох до трьох десятків родичів цілком може діяти система неформального контролю за поділом їжі. Кожен член клану бере їжі стільки, скільки йому необхідно, і вносить у загальний фонд стільки їжі скільки зможе («від кожного — по здібностях, кожному — за потребою»). Таким чином, при наявності високої чисельності населення складної культури починає застосовуватися так званий вторинний груповий контроль — закони, різні насильницькі регулятори, формалізовані процедури. Коли окремий індивід не бажає дотримуватися цих регуляторів, група чи суспільство вдаються до примусу, щоб змусити його діяти так само, як усі. У сучасних суспільствах існують суворо розроблені правила, або система контролю через примус, яка являє собою набір дієвих санкцій, що застосовуються згідно з різними типами відхилень від норм.

## Види

### Формальний контроль
Формальний контроль заснований на засудженні або схваленні з боку офіційних органів влади або адміністрації. Він глобальний, здійснюють його люди, наділені повноваженнями — агенти формального контролю: працівники правоохоронних органів, адміністративні та інші уповноважені особи.

### Неформальний контроль
Неформальний контроль заснований на схваленні або засудженні з боку родичів, друзів, колег, знайомих, громадської думки. Для прикладу: традиційна місцева громада і досі контролює всі аспекти життя своїх членів. В єдину систему соціального контролю органічно впліталася і релігія (суворе дотримання ритуалів та церемоній, пов'язаних із святами та ритуалами). Існує система контролю та неформальних відносин між членами злочинного угруповання або спільнот тюремного ув'язнення.

### Громадська думка
Громадська думка — це сукупність уявлень, оцінок, припущень, суджень здорового глузду, які поділяє більшість населення. Вона існує і у виробничому колективі, і в невеличкому поселенні.

### Самоконтроль
Самоконтроль називають ще і внутрішнім контролем, який виявляється через свідомість та совість, і формується в процесі соціалізації. Вчені з'ясували, що соціальний контроль більш як на 2/3 здійснюється завдяки самоконтролю. Чим вище у членів суспільства розвинутий самоконтроль, тим менше цьому суспільству доводиться застосовувати зовнішній контроль. І навпаки. Чим менше у людини розвинутий самоконтроль, тим більше цьому суспільству доводиться застосовувати зовнішні чинники-важелі.

## Система соціального контролю
Система соціального контролю являє собою механізм підтримки суспільного порядку і вимагає наявності двох основних груп елементів — норми і санкції.
Норми — це настанови: як потрібно поводити себе в суспільстві. Це перш за все обов'язки людини або групи до інших, а також і очікування (жаданої поведінки). Вони формують мережу соціальних відносин, взаємодій у групі, суспільстві. Соціальні норми — це і «вартові» порядку та цінностей.
Санкції — засоби заохочення і покарання, що стимулює людей дотримуватися норм.
Елементами системи соціального контролю можна назвати:
- звичку — як встановлений спосіб поведінки індивіда в різних ситуаціях, де він не має негативної реакції від групи;
- звичай або традиції — як встановлений спосіб поведінки, де група пов'язує свої моральні оцінки і порушення якого група викликає негативні санкції;
- закони — як нормативні акти, прийняті вищим органом державної влади;
- санкції — як система заходів, дій, які регулюють поведінку людей. Законом суспільство захищає найдорогоцінніше: людське життя, власність, людські права та гідність.

Санкції — охоронці норм, вони «несуть відповідальність» за дотримання норм людьми. Соціальні санкції — досить розгалужена система, з одного боку, винагород, заохочень за виконання норм. Тобто за конформізм. З іншого — покарань за відхилення та недотримання їх, тобто за девіантність. Конформізм, узгодженість та правильність дій — мета соціального контролю. Таким чином, санкції можуть мати позитивний та негативний характер. Іншим критерієм поділу соціальних санкцій служить наявність закріплення їх дій у нормативно-законодавчій базі. Тому вони поділяються на формальні та неформальні.
Самі по собі норми безпосередньо нічого не контролюють. Поведінку людей контролюють інші люди на основі цих же норм і на підставі санкціонуючих циркулярів.
Соціальні норми виконують у суспільстві дуже важливі функції, а саме:
- регулюють загальний хід соціалізації;
- інтегрують людей у групи, а групи — в спільності;
- контролюють відхилення від унормованої поведінки та діяльності;
- слугують взірцем, еталоном поведінки.

Взагалі кажучи, у суспільстві певні групи можуть культивувати девіантні форми поведінки (наркоманія, розпуста, проституція тощо). Ці референтні групи через конформізм та соціальне наслідування (див. Теорія Тарда) можуть формувати у окремих індивідів девіантну поведінку. Зокрема цим займаються спецслужби й інші бандити, щоб таким чином знайти привід застосувати соціальні санкції проти певних людей в рамках внутрішньо популяційної боротьби. Також культивація девіантних форм поведінки може робитися через виробництво медійних продуктів (музики, фільмів, порнографії тощо) при сприянні (закриванні на це очей) відповідальних за соціальний контроль людей із спецслужб. Таким способом досягається цілеспрямована люмпенізація населення. Санкції - це лише інструмент ведення боротьби проти людей в рамках внутрішньо популяційної конкуренції за розмноження (статевий відбір), ресурси й домінантність у популяції. Інші люди, які не попадають у це конформістське болото, знаходяться у спіралі мовчання.    